# 大明山 (浙江省)
大明山位于浙江省杭州市临安区，海拔800米。是一个以良好的生态环境为基础，以悬崖峰林、峡谷飞瀑、高山原野为景观特色，以观光游览、避暑度假、生态养生为主的山水观光型景点，共有230个景源，为国家AAAA级景区，是临安唯一的省级风景名胜区。

## 简介
景区占地30平方公里，风光以“一泓碧湖、十里幽谷、百丈飞瀑、千亩草甸、万米岩洞、群峰啸天、林海无边”著称。景区多奇峰怪石，森耸峭拔。有“玉龙溪谷”、“龙门峡谷”、“云中秘园”、“云湖乐园”四大主题旅游区，可享受自然奇幻、田园美食、激情冒险的高山云湖度假乐趣。

## 交通
景区距离临安区80公里、杭州110公里、黄山185公里、上海270公里，杭徽高速公路通过山下。